# Semedo (Pekuncen)
Semedo is een bestuurslaag in het regentschap Banyumas van de provincie Midden-Java, Indonesië. Semedo telt 4367 inwoners (volkstelling 2010).